# Travelling
Travelling: Songs from Studios, Stages, Hotelrooms & Other Strange Places is het negende studioalbum van Roxette, of het tiende als het Spaanstalige Baladas En Español uit 1997 ook meegerekend wordt. De uitgiftedatum van Travelling is op 23 maart 2012 door EMI. Het is het vervolg op Tourism uit 1992. Op dat succesvolle album staan ook nummers welke opgenomen zijn tijdens de tour welke Roxette toen gaf, maar ook nieuwe studionummers, soundchecks, live opnamen en opnamen op overige plekken. Het huidige album heeft dezelfde insteek.
Voorafgaand aan het nieuwe album verschijnt de nieuwe single "It's Possible" digitaal op 2 maart 2012 en op single 16 maart 2012.
Tevens zal er een LP van het album verschijnen. Het heeft even geduurd tot de definitieve titel van het album tot stand kwam. Per Gessle wilde het eerst Tourism 2, 2rism of T2 noemen. EMI stak hier een stokje voor, met als reden dat cijfers in een albumtitel niet goed verkochten.

## Tracklist
Alle nummers zijn geschreven door Per Gessle tenzij het anders staat aangegeven.

| 1.                 | Me & You & Terry & Julie                                                     | 3:46 |
| 2.                 | Lover Lover Lover (Album Version)                                            | 4:00 |
| 3.                 | Turn of the Tide                                                             | 4:11 |
| 4.                 | Touched by the Hand of God                                                   | 3:48 |
| 5.                 | Easy Way Out                                                                 | 3:38 |
| 6.                 | It's Possible (Version One)                                                  | 2:28 |
| 7.                 | Perfect Excuse                                                               | 3:41 |
| 8.                 | Excuse Me, Sir, Do You Want Me to Check on Your Wife?                        | 4:15 |
| 9.                 | Angel Passing                                                                | 2:47 |
| 10.                | Stars (Soundcheck, Dubai, May 20 2011)                                       | 3:36 |
| 11.                | The Weight of the World (Vocal Up Mix)                                       | 2:52 |
| 12.                | She's Got Nothing on (But the Radio) (Live in Rio de Janeiro, April 16 2011) | 4:41 |
| 13.                | See Me (New Version)                                                         | 3:49 |
| 14.                | It's Possible (Version Two)                                                  | 2:45 |
| 15.                | It Must Have Been Love (Night of the Proms, Rotterdam 2009)                  | 4:18 |
| Totale duur: 54:45 |                                                                              |      |

| Nr. | Titel                              | Duur |
| --- | ---------------------------------- | ---- |
| 16. | Lover Lover Lover (Titts&Ass Demo) | 3:00 |

| Nr. | Titel                                                    | Duur |
| --- | -------------------------------------------------------- | ---- |
| 16. | Me & You & Terry & Julie (Tits & Ass Demo, June 9, 2011) |      |
| 17. | Charm School (Tits & Ass Demo, September 10, 2009)       |      |

## Hitnoteringen

### NederlandseAlbum Top 100
| Hitnotering: 31-03-2012 | Hitnotering: 31-03-2012 | Hitnotering: 31-03-2012 |
| Week:                   | 1                       |                         |
| ----------------------- | ----------------------- | ----------------------- |
| Positie:                | 32                      | uit                     |

### VlaamseUltratop 100Albums
| Hitnotering: (Week 1) 31-03-2012 Hitnotering: (Week 2) 14-04-2012 | Hitnotering: (Week 1) 31-03-2012 Hitnotering: (Week 2) 14-04-2012 | Hitnotering: (Week 1) 31-03-2012 Hitnotering: (Week 2) 14-04-2012 | Hitnotering: (Week 1) 31-03-2012 Hitnotering: (Week 2) 14-04-2012 | Hitnotering: (Week 1) 31-03-2012 Hitnotering: (Week 2) 14-04-2012 |
| Week:                                                             | 1                                                                 |                                                                   | 2                                                                 |                                                                   |
| ----------------------------------------------------------------- | ----------------------------------------------------------------- | ----------------------------------------------------------------- | ----------------------------------------------------------------- | ----------------------------------------------------------------- |
| Positie:                                                          | 78                                                                | uit                                                               | 99                                                                | uit                                                               |